# Tipasa omariusalis
Tipasa omariusalis là một loài bướm đêm trong họ Noctuidae.